# Barbara Meier
Barbara Meier (Amberg, Baviera, Alemania; 25 de julio de 1986) es una modelo alemana. Se hizo famosa al ser la  ganadora del segundo ciclo del reality show Germany's Next Topmodel en 2007. Gracias a esto fue en la portada de muchas revistas alemanas como Cosmopolitan, Icon, Style International, Tango y en revistas internacionales como Vogue, Grazia, Madame Figaro, L'Officiel y muchas más. También representó muchas campañas publicitarias como la de Pantene, Borsalino y Disneyland Resort Paris.